# Nikola Mikić
Nikola Mikić (serbisch-kyrillisch Никола Микић) (* 13. September 1985 in Kraljevo) ist ein  serbischer ehemaliger Fußballspieler.

## Karriere
Mikić startete seine Profikarriere 2003 bei FK Milicionar und spielte anschließend bei einer Vielzahl von serbischen Vereinen. 2010 heuerte er beim serbischen Traditionsverein Roter Stern Belgrad an und spielte hier bis ins Jahr 2013.
Zum Sommer 2013 wechselte Mikić in die türkische TFF 1. Lig zu Manisaspor.
Nach den Stationen OFK Belgrad, AEL Kallonis und OFI Kreta kehrte er im Januar 2017 wieder zu Manisaspor zurück. Bis 2021 schlossen sich weitere Stationen in der Heimat bis zum Karriereende an.